# Willie’s Blues
Albums de Willie Dixon
I Am the Blues
(1970)
Willie’s Blues, sorti en 1959, est le premier album studio du bluesman Willie Dixon à sortir sous son nom.

## L'album
Tous les titres ont été composés par Willie Dixon.

## Les musiciens
- Willie Dixon : voix, basse
- Wally Richardson : guitare
- Gus Johnson : batterie
- Memphis Slim : piano
- Al Ashby : saxo
- Harold Ashby : saxo

## Les titres
| No  | Titre                        | Durée |
| --- | ---------------------------- | ----- |
| 1.  | Nervous                      | 3:15  |
| 2.  | Good Understanding           | 3:15  |
| 3.  | That's My Baby               | 3:22  |
| 4.  | Slim's Thing                 | 3:24  |
| 5.  | That's All I Want Baby       | 2:15  |
| 6.  | Don't You Tell Nobody        | 2:09  |
| 7.  | Youth to You                 | 3:24  |
| 8.  | Sittin' and Cryin' the Blues | 3:23  |
| 9.  | Built for Comfort            | 2:32  |
| 10. | I Got a Razor                | 4:14  |
| 11. | Go Easy                      | 5:52  |
| 12. | Move Me, Baby                | 3:20  |

## Informations sur le contenu de l'album
- Un classique du blues figure sur cet album : Built for Comfort sera repris quatre ans plus tard par Howlin' Wolf et ensuite par de nombreux artistes tels Taj Mahal, Canned Heat, UFO ou encore Pat Travers.